# بونتيبريذ (دائرة انتخابية في المملكة المتحدة)
بونتيبريذ (بالإنجليزية: Pontypridd)‏ هي إحدى الدوائر الانتخابية في المملكة المتحدة الممثلة في مجلس العموم في برلمان المملكة المتحدة.
}}</ref>}}</ref>
عضو البرلمان الذي يمثلها حالياً هو :Dr Kim Howells (Lab).